# Rigidoporus
Rigidoporus Murill (twardoporek, podstawnica) – rodzaj grzybów z rodziny wachlarzowcowatych (Meripilaceae).

## Charakterystyka
Grzyby kortycjoidalne o bazydiokarpie jednorocznym lub wieloletnim, rozpostartym lub siedzącym. Powierzchnia czerwonawo-pomarańczowa do różowawej, izabelinowa lub ochrowa, naga lub owłosiona, zwykle strefowana. System strzępkowy monomityczny do pseudodimitycznego, strzępki generatywne z prostymi przegrodami o różnej szerokości i grubości ścian, u niektórych gatunków silnie sklerotynizowane. Czasami występują cystydy o inkrustowanych wierzchołkach i sutkowate, gładkie cystydiole. Podstawki maczugowate, 4-sterygmowe z prostą przegrodą u podstawy. Bazydiospory jajowate do kulistych, gładkie, cienkościenne, nieamyloidalne. Powodują białą zgniliznę drewna liściastego, rzadko iglastego.
Makroskopowo Rigidoporus jest podobny do Oxyporus; ma ten sam typ strzępek generatywnych i cystydy u większości gatunków, ale owocniki wszystkich gatunków Oxyporus są zwykle jasne, a grubościenne cystydy występują tylko w hymenium, brak ich w tramie, jak u rodzaju Rigidoporus. Ponadto u Oxyporus brak sutkowatych cystydioli.

## Systematyka i nazewnictwo
Pozycja w klasyfikacji według Index Fungorum: Meripilaceae, Polyporales, Incertae sedis, Agaricomycetes, Agaricomycotina, Basidiomycota, Fungi.
Takson u tworzył William Alphonso Murrill w 1905 r. Synonim nazwy naukowej: Leucofomes Kotl. & Pouzar.
Polską nazwę nadał Władysław Wojewoda w 2003 r., Stanisław Domański używał nazwy podstawnica.
Gatunki występujące w Polsce:
- Rigidoporus crocatus (Pat.) Ryvarden 1983 – twardoporek czerniejący
- Rigidoporus pouzarii Vampola & Vlasák 2012[5]
- Rigidoporus sanguinolentus (Alb. & Schwein.) Donk 1966 – podstawnica krwawa
- Rigidoporus undatus (Pers.) Donk 1967 – twardoporek pofalowany

Nazwy naukowe na podstawie Index Fungorum. Wykaz gatunków i nazwy polskie według Władysława Wojewody i innych.